# Versandhaus Walz
Die Versandhaus Walz GmbH, Baby Walz, Die moderne Hausfrau ist ein Versandhandelsunternehmen mit Sitz in Bad Waldsee. Seit 2015 gehört das Unternehmen mittelbar der Apollo Global Management.

## Geschichte
Das Versandhaus Walz wurde 1952 von Alfons Walz gegründet. Er begann mit dem Versand einer Baby-Erstlingsausstattung und gab den ersten Katalog unter der Bezeichnung baby-walz heraus. 1967 wurde das Sortiment durch den Katalog Die moderne Hausfrau erweitert, bevor zwei Jahre später die erste baby-walz Filiale am Unternehmenssitz in Bad Waldsee eröffnet wurde. Im Laufe der Jahre wurden weitere baby-walz Filialen in Deutschland, Österreich und der Schweiz eröffnet. Ab dem Jahr 2000 begann die Entwicklung in Richtung E-Commerce mit Webshops der Marken baby-walz und Die moderne Hausfrau. Als dritte Vertriebsmarke der Walz-Gruppe ist walzvital seit 2005 am Markt vertreten, ebenfalls mit einem Onlineshop und Katalog.
Seit März 2015 gehört die Walz-Gruppe zu Alteri Investors, einem Ableger von Apollo Global Management. Dem vorangegangen war der Verkauf der Versandhaus Walz GmbH im Jahr 1988 an den Versandhändler Neckermann, der später im KarstadtQuelle-Konzern und dessen Nachfolger Arcandor aufging. Nach der Insolvenz von Arcandor wurde das Unternehmen von der zur Carlyle Group gehörenden Puccini Group übernommen, nach deren Insolvenz das Unternehmen wiederum an Alteri Investors verkauft wurde.
Heute ist die Walz-Gruppe außer in Deutschland auch in der Schweiz, Österreich, Frankreich, Niederlande, Belgien und Luxemburg tätig. Durchschnittlich werden täglich etwa 20.000 Päckchen vom Logistikzentrum in Bad Waldsee versandt. Das Filial-Portfolio von baby-walz umfasst heute etwa 20 Geschäfte.

## Marken

Logo von baby-walz

- Mit dem Katalog baby-walz ist das Unternehmen zum größten Spezialversender für Mutter und Kind in Europa[8] geworden. Der baby-walz Katalog erschien erstmals 1952 und existiert auch heute noch in Form eines Magalogs. Das Sortiment ist erhältlich im Onlineshop sowie in den baby-walz Filialen.
- Die moderne Hausfrau bietet seit 1967 Produkte für Haushalt, Küche und Garten sowie Dekorations- und Geschenkartikel an. Erwerben können Kunden das Sortiment im Onlineshop sowie über den Verkaufskatalog. Dieser hat bei vielen Kunden aufgrund seiner originellen Texte Kultstatus erreicht.
- Die Marke walzvital ist spezialisiert auf Senioren- und Pflegebedarf sowie auf die Wünsche von Menschen mit besonderen Ansprüchen. Im Katalog und Onlineshop sind Produkte erhältlich, die das Wohlbefinden, die Gesundheit sowie die Mobilität der Kunden unterstützt.

## Tochterunternehmen
Die Versandhaus Walz GmbH vereint die Tochtergesellschaften baby-walz GmbH und Walz Leben & Wohnen GmbH. Diese treten unabhängig voneinander am Markt auf und erreichen mit ihren eigenständigen B2C-Marken baby-walz, Die moderne Hausfrau und walzvital eine breite Zielgruppe. Darüber hinaus ist die DVM Marketing & Werbung GmbH als dritte Tochtergesellschaft im Bereich der Neukundengewinnung tätig, unter anderem durch Paket- und Katalogbeilagen, E-Mail-Marketing sowie Listbroking.

## Kulturelles
Im Winter 2008/2009 wurde von der Biberacher Theatergruppe Ohne Namen die Geschichte von Alfons Walz und seinem Unternehmen als Theaterstück aufgeführt. Es gab 13 Aufführungen in Füramoos, Biberach an der Riß, Schemmerhofen und Bad Waldsee. Das Stück von Peter Schmid wurde mit Hilfe von Alfons Walz’ Tochter realisiert und von der Firmengruppe unterstützt, auch eine Biographie von Alfons Walz („Ich habe mein Leben gelebt“) wurde herausgegeben.